# Lucie Šafářová
Lucie Šafářová  [ˈʃafaːr̝ovaː](Brno, 4 februari 1987) is een voormalig professioneel tennisspeelster uit Tsjechië. Zij speelt linkshandig en heeft een tweehandige backhand. Šafářová werd professional in 2002 en ging met pensioen na haar deelname aan Roland Garros 2019.

## Loopbaan
Lucie Šafářová begon met tennissen toen zij drie jaar oud was en wordt gecoacht door František Čermák. In de beginfase van haar tennisleven werd zij gecoacht door haar vader, Milan Šafářov. Haar favoriete ondergrond is gravel.
Šafářová nam driemaal deel aan de Olympische spelen (in 2008, 2012 en 2016). In 2008 bereikte zij de derde ronde in het enkelspel. In 2016 won zij een bronzen medaille, met Barbora Strýcová aan haar zijde.
Na afloop van het US Open 2015 bereikte zij haar hoogste positie zowel in het enkelspel (vijfde plaats) als in het dubbelspel (vierde plaats). Na haar overwinning op het Australian Open 2017 steeg zij in de dubbelspelranglijst naar de tweede plek, om in augustus van dat jaar te stijgen naar de toppositie, na achtereenvolgende halvefinaleplaatsen in Toronto en Cincinnati.

### Enkelspel
Tijdens haar loopbaan wist Šafářová zeven WTA-toernooien te winnen in het enkelspel en was zij tienmaal verliezend finaliste. In 2007 versloeg zij tijdens het Australian Open in de vierde ronde verrassend de als tweede geplaatste Amélie Mauresmo met 6-4 en 6-3. Twee weken later speelde zij tijdens het Open Gaz de France in Parijs opnieuw opvallend goed. Zij bereikte daar de finale door Justine Henin-Hardenne in de halve finale te verslaan – in de eindstrijd moest zij na drie sets uiteindelijk haar meerdere erkennen in Nadja Petrova. Na haar vierde titel op het WTA-toernooi van Forest Hills, in 2008, duurde het vijf jaar voor zij weer een enkelspeltoernooi won, op het WTA-toernooi van Québec 2013. In 2015 won zij voor het eerst een titel op het niveau "Premier", op het toernooi van Doha.

### Dubbelspel
In het dubbelspel won Šafářová haar eerste titel pas in 2012, op het toernooi van Charleston, samen met Anastasija Pavljoetsjenkova. Zij vergaarde vijftien titels, waaronder vijf op de grandslamtoernooien: Australian Open 2015, Roland Garros 2015, US Open 2016, Australian Open 2017 en Roland Garros 2017, in alle vijf gevallen samen met Bethanie Mattek-Sands.

### Tennis in teamverband
In de periode 2004–2019 maakte Šafářová deel uit van het Tsjechische Fed Cup-team. Haar winst/verlies-balans in het enkelspel is 14–15. In 2012 waren haar twee enkelspeloverwinningen essentieel voor de eindzege van Tsjechië over Servië. In 2014 droeg zij met één overwinning bij aan de Tsjechische titel, in de finale tegen Duitsland.

## Posities op deWTA-ranglijst
Positie per einde seizoen:
| jaar | rang enkelspel | rang dubbelspel |
| ---- | -------------- | --------------- |
| 2003 | 533            | –               |
| 2004 | 185            | 456             |
| 2005 | 50             | 511             |
| 2006 | 41             | 785             |
| 2007 | 24             | 881             |
| 2008 | 65             | 91              |
| 2009 | 42             | 120             |
| 2010 | 33             | 149             |
| 2011 | 25             | 134             |
| 2012 | 17             | 59              |
| 2013 | 29             | 18              |
| 2014 | 17             | 29              |
| 2015 | 9              | 4               |
| 2016 | 64             | 7               |
| 2017 | 30             | 6               |
| 2018 | 106            | 51              |

## Palmares
| Legenda                | Legenda                  |
| ---------------------- | ------------------------ |
| Grandslamtoernooi      |                          |
| Olympische Spelen      |                          |
| Year-End Championships |                          |
| tot 2009               | 2009 – 2020 / vanaf 2021 |
| Tier I                 | Premier Mandatory        |
| Tier II                | Premier Five / WTA 1000  |
| Tier III               | Premier / WTA 500        |
| Tier IV & V            | International / WTA 250  |
|                        | Challenger / WTA 125     |

### WTA-finaleplaatsen enkelspel
| nr.              | finale     | toernooi         | ondergrond    | tegenstandster     | score         |         |
| ---------------- | ---------- | ---------------- | ------------- | ------------------ | ------------- | ------- |
| gewonnen finales |            |                  |               |                    |               |         |
| 1.               | 2005-05-01 | WTA Estoril      | gravel        | Li Na              | 6-7, 6-4, 6-3 | details |
| 2.               | 2005-08-28 | WTA Forest Hills | hardcourt     | Sania Mirza        | 3-6, 7-5, 6-4 | details |
| 3.               | 2006-01-07 | WTA Gold Coast   | hardcourt     | Flavia Pennetta    | 6-3, 6-4      | details |
| 4.               | 2008-08-23 | WTA Forest Hills | hardcourt     | Peng Shuai         | 6-4, 6-2      | details |
| 5.               | 2013-09-15 | WTA Québec       | hardcourt (i) | Marina Erakovic    | 6-4, 6-3      | details |
| 6.               | 2015-02-28 | WTA Doha         | hardcourt     | Viktoryja Azarenka | 6-4, 6-3      | details |
| 7.               | 2016-04-30 | WTA Praag        | gravel        | Samantha Stosur    | 3-6, 6-1, 6-4 | details |
| verloren finales |            |                  |               |                    |               |         |
| 1.               | 2005-06-18 | WTA Rosmalen     | gras          | Klára Koukalová    | 6-3, 2-6, 2-6 | details |
| 2.               | 2007-02-11 | WTA Parijs       | tapijt (i)    | Nadja Petrova      | 6-4, 1-6, 4-6 | details |
| 3.               | 2009-09-20 | WTA Québec       | hardcourt (i) | Melinda Czink      | 6-4, 3-6, 5-7 | details |
| 4.               | 2010-02-14 | WTA Parijs       | tapijt (i)    | Jelena Dementjeva  | 7-6, 1-6, 4-6 | details |
| 5.               | 2011-03-06 | WTA Kuala Lumpur | hardcourt     | Jelena Dokić       | 6-2, 6-7, 4-6 | details |
| 6.               | 2011-06-12 | WTA Kopenhagen   | hardcourt (i) | Caroline Wozniacki | 1-6, 4-6      | details |
| 7.               | 2012-04-08 | WTA Charleston   | gravel        | Serena Williams    | 0-6, 1-6      | details |
| 8.               | 2015-06-06 | Roland Garros    | gravel        | Serena Williams    | 3-6, 7-6, 2-6 | details |
| 9.               | 2015-08-29 | WTA New Haven    | hardcourt     | Petra Kvitová      | 7-6, 2-6, 2-6 | details |
| 10.              | 2017-02-26 | WTA Boedapest    | hardcourt (i) | Tímea Babos        | 7-6, 4-6, 3-6 | details |

### WTA-finaleplaatsen vrouwendubbelspel
| nr.              | finale     | toernooi        | ondergrond    | partner                     | tegenstandsters                            | score            |         |
| ---------------- | ---------- | --------------- | ------------- | --------------------------- | ------------------------------------------ | ---------------- | ------- |
| gewonnen finales |            |                 |               |                             |                                            |                  |         |
| 1.               | 2012-04-08 | WTA Charleston  | gravel        | Anastasija Pavljoetsjenkova | Anabel Medina Garrigues Jaroslava Sjvedova | 5-7, 6-4, [10-6] | details |
| 2.               | 2013-04-07 | WTA Charleston  | gravel        | Kristina Mladenovic         | Andrea Hlaváčková Liezel Huber             | 6-3, 7-6         | details |
| 3.               | 2013-05-12 | WTA Madrid      | gravel        | Anastasija Pavljoetsjenkova | Cara Black Marina Erakovic                 | 6-2, 6-4         | details |
| 4.               | 2014-01-10 | WTA Sydney      | hardcourt     | Tímea Babos                 | Sara Errani Roberta Vinci                  | 7-5, 3-6, [10-7] | details |
| 5.               | 2015-01-30 | Australian Open | hardcourt     | Bethanie Mattek-Sands       | Chan Yung-jan Zheng Jie                    | 6-4, 7-6         | details |
| 6.               | 2015-04-26 | WTA Stuttgart   | gravel (i)    | Bethanie Mattek-Sands       | Caroline Garcia Katarina Srebotnik         | 6-4, 6-3         | details |
| 7.               | 2015-06-07 | Roland Garros   | gravel        | Bethanie Mattek-Sands       | Casey Dellacqua Jaroslava Sjvedova         | 3-6, 6-4, 6-2    | details |
| 8.               | 2015-08-16 | WTA Toronto     | hardcourt     | Bethanie Mattek-Sands       | Caroline Garcia Katarina Srebotnik         | 6-1, 6-2         | details |
| 9.               | 2016-04-03 | WTA Miami       | hardcourt     | Bethanie Mattek-Sands       | Tímea Babos Jaroslava Sjvedova             | 6-3, 6-4         | details |
| 10.              | 2016-09-11 | US Open         | hardcourt     | Bethanie Mattek-Sands       | Caroline Garcia Kristina Mladenovic        | 2-6, 7-6, 6-4    | details |
| 11.              | 2016-10-01 | WTA Wuhan       | hardcourt     | Bethanie Mattek-Sands       | Sania Mirza Barbora Strýcová               | 6-1, 6-4         | details |
| 12.              | 2016-10-09 | WTA Peking      | hardcourt     | Bethanie Mattek-Sands       | Caroline Garcia Kristina Mladenovic        | 6-4, 6-4         | details |
| 13.              | 2017-01-27 | Australian Open | hardcourt     | Bethanie Mattek-Sands       | Andrea Hlaváčková Peng Shuai               | 6-7, 6-3, 6-3    | details |
| 14.              | 2017-04-09 | WTA Charleston  | gravel        | Bethanie Mattek-Sands       | Lucie Hradecká Kateřina Siniaková          | 6-1, 4-6, [10-7] | details |
| 15.              | 2017-06-11 | Roland Garros   | gravel        | Bethanie Mattek-Sands       | Ashleigh Barty Casey Dellacqua             | 6-2, 6-1         | details |
| verloren finales |            |                 |               |                             |                                            |                  |         |
| 1.               | 2008-08-03 | WTA Stockholm   | hardcourt     | Petra Cetkovská             | Iveta Benešová Barbora Záhlavová-Strýcová  | 5-7, 4-6         | details |
| 2.               | 2016-04-10 | WTA Charleston  | gravel        | Bethanie Mattek-Sands       | Caroline Garcia Kristina Mladenovic        | 2-6, 5-7         | details |
| 3.               | 2016-10-30 | WTA Finals      | hardcourt (i) | Bethanie Mattek-Sands       | Jekaterina Makarova Jelena Vesnina         | 6-7, 3-6         | details |
| 4.               | 2018-07-24 | WTA Mallorca    | hardcourt     | Barbora Štefková            | Andreja Klepač María José Martínez Sánchez | 1-6, 6-3, [3-10] | details |
| 5.               | 2019-04-28 | WTA Stuttgart   | gravel (i)    | Anastasija Pavljoetsjenkova | Mona Barthel Anna-Lena Friedsam            | 6-2, 3-6, [6-10] | details |
|                  |            |                 |               |                             |                                            |                  |         |
| 6.               | 2024-07-26 | WTA Praag       | gravel        | Bethanie Mattek-Sands       | Barbora Krejčíková Kateřina Siniaková      | 3-6, 3-6         | details |

### Gewonnen ITF-toernooien enkelspel
| nr. | finale     | toernooi  | dotatie   | tegenstandster       | score         |
| --- | ---------- | --------- | --------- | -------------------- | ------------- |
| 1.  | 2004-04-01 | Bergamo   | $ 25.000  | Iva Majoli           | 3-6, 7-6, 6-1 |
| 2.  | 2004-06-27 | Båstad    | $ 25.000  | Lenka Tvarošková     | 6-2, 6-0      |
| 3.  | 2005-02-13 | Capriolo  | $ 25.000  | Mervana Jugić-Salkić | 6-4, 6-1      |
| 4.  | 2005-03-27 | Redding   | $ 25.000  | Ivana Lisjak         | 6-2, 6-3      |
| 5.  | 2005-06-05 | Prostějov | $ 75.000  | Tathiana Garbin      | 6-4, 3-6, 6-3 |
| 6.  | 2012-05-20 | Praag     | $ 100.000 | Klára Zakopalová     | 6-3, 7-5      |
| 7.  | 2013-05-19 | Praag     | $ 100.000 | Alexandra Cadanțu    | 3-6, 6-1, 6-1 |

### Gewonnen ITF-toernooien dubbelspel
| nr. | finale     | toernooi | dotatie   | partner         | tegenstandsters                     | score    |
| --- | ---------- | -------- | --------- | --------------- | ----------------------------------- | -------- |
| 1.  | 2008-10-26 | Poitiers | $ 100.000 | Petra Cetkovská | Akgul Amanmuradova Monica Niculescu | 6-4, 6-4 |

## Resultaten grote toernooien
| Legenda | Legenda                          |
| ------- | -------------------------------- |
| g.t.    | geen toernooi gehouden           |
| l.c.    | lagere categorie                 |
| –       | niet deelgenomen                 |
| G       | uitgeschakeld in de groepsfase   |
| 1R      | uitgeschakeld in de eerste ronde |
| 2R      | uitgeschakeld in de tweede ronde |
| 3R      | uitgeschakeld in de derde ronde  |
| 4R      | uitgeschakeld in de vierde ronde |
| KF      | uitgeschakeld in de kwartfinale  |
| HF      | uitgeschakeld in de halve finale |
| F       | de finale verloren               |
| W       | het toernooi gewonnen            |
| w-v     | winst/verlies-balans             |

### Enkelspel
| toernooi            | 2005 | 2006 | 2007 | 2008 | 2009 | 2010 | 2011 | 2012 | 2013 | 2014 | 2015 | 2016 | 2017 | 2018 |
| ------------------- | ---- | ---- | ---- | ---- | ---- | ---- | ---- | ---- | ---- | ---- | ---- | ---- | ---- | ---- |
| grandslamtoernooien |      |      |      |      |      |      |      |      |      |      |      |      |      |      |
| Australian Open     | –    | 1R   | KF   | 1R   | 3R   | 1R   | 3R   | 1R   | 2R   | 3R   | 1R   | –    | 2R   | 3R   |
| Roland Garros       | 1R   | 1R   | 4R   | 2R   | 2R   | 2R   | 2R   | 2R   | 1R   | 4R   | F    | 3R   | 1R   | 2R   |
| Wimbledon           | 1R   | –    | 3R   | 1R   | 1R   | 1R   | 2R   | 1R   | 2R   | HF   | 4R   | 4R   | 2R   | 3R   |
| US Open             | 1R   | 2R   | 3R   | 1R   | 1R   | 1R   | 3R   | 3R   | 2R   | 4R   | 1R   | 2R   | 4R   | 2R   |
| Premier Mandatory   |      |      |      |      |      |      |      |      |      |      |      |      |      |      |
| Indian Wells        | –    | 3R   | 3R   | 2R   | 2R   | 1R   | 2R   | 4R   | 2R   | 3R   | 3R   | 2R   | 3R   | –    |
| Miami               | –    | 2R   | 3R   | 3R   | 2R   | 3R   | 3R   | 2R   | 2R   | 3R   | 3R   | 2R   | KF   | –    |
| Madrid              | l.c. | l.c. | l.c. | l.c. | 3R   | HF   | KF   | 3R   | 1R   | 3R   | KF   | 2R   | 1R   | –    |
| Peking              | l.c. | l.c. | l.c. | l.c. | 2R   | 1R   | 1R   | 1R   | KF   | 3R   | –    | 1R   | –    | –    |
| Premier Five        |      |      |      |      |      |      |      |      |      |      |      |      |      |      |
| Dubai/Doha          | l.c. | l.c. | l.c. | –    | –    | –    | 1R   | KF   | 2R   | 3R   | KF   | –    | –    | 1R   |
| Rome                | –    | 2R   | –    | 1R   | 2R   | KF   | 2R   | –    | –    | –    | 2R   | 2R   | 1R   | –    |
| Montréal/Toronto    | 1R   | 2R   | 2R   | –    | KF   | 1R   | KF   | HF   | 1R   | 3R   | 2R   | 1R   | KF   | 2R   |
| Cincinnati          | –    | –    | –    | –    | 2R   | 1R   | 2R   | 1R   | 1R   | 3R   | KF   | 1R   | 1R   | –    |
| Tokio/Wuhan         | –    | –    | –    | –    | 3R   | 2R   | –    | 3R   | KF   | 1R   | –    | 2R   | –    | –    |
| olympisch           |      |      |      |      |      |      |      |      |      |      |      |      |      |      |
| Olympische Spelen   | g.t. | g.t. | g.t. | 3R   | g.t. | g.t. | g.t. | 1R   | g.t. | g.t. | g.t. | 2R   | g.t. | g.t. |
| statistieken        |      |      |      |      |      |      |      |      |      |      |      |      |      |      |
| titels per jaar     | 2    | 1    | 0    | 1    | 0    | 0    | 0    | 0    | 1    | 0    | 1    | 1    | 0    | 0    |
| eindejaarsranking   | 50   | 41   | 24   | 65   | 42   | 33   | 25   | 17   | 29   | 17   | 9    | 64   | 30   | 106  |

### Dubbelspel
| toernooi            | 2005 | 2006 | 2007 | 2008 | 2009 | 2010 | 2011 | 2012 | 2013 | 2014 | 2015 | 2016 | 2017 | 2018 | 2019 |
| ------------------- | ---- | ---- | ---- | ---- | ---- | ---- | ---- | ---- | ---- | ---- | ---- | ---- | ---- | ---- | ---- |
| grandslamtoernooien |      |      |      |      |      |      |      |      |      |      |      |      |      |      |      |
| Australian Open     | –    | 1R   | 1R   | –    | 3R   | 1R   | 2R   | 1R   | KF   | KF   | W    | –    | W    | KF   | –    |
| Roland Garros       | –    | 1R   | 1R   | 1R   | 2R   | 2R   | 3R   | 1R   | KF   | 1R   | W    | 1R   | W    | 2R   | 1R   |
| Wimbledon           | 1R   | –    | 1R   | 1R   | 1R   | 2R   | 1R   | 1R   | 1R   | KF   | KF   | 1R   | 2R   | KF   | –    |
| US Open             | 1R   | 1R   | 1R   | 2R   | 1R   | 2R   | 1R   | 1R   | 3R   | 2R   | –    | W    | HF   | 2R   | –    |
| Premier Mandatory   |      |      |      |      |      |      |      |      |      |      |      |      |      |      |      |
| Indian Wells        | –    | –    | –    | –    | –    | KF   | –    | –    | 1R   | 1R   | 1R   | 1R   | HF   | –    | –    |
| Miami               | –    | –    | –    | –    | –    | –    | –    | KF   | 2R   | 1R   | –    | W    | 2R   | –    | –    |
| Madrid              | –    | –    | –    | –    | –    | –    | –    | 2R   | W    | KF   | HF   | –    | 2R   | –    | –    |
| Peking              | –    | –    | –    | –    | –    | –    | –    | –    | 2R   | –    | –    | W    | –    | –    | –    |
| Premier Five        |      |      |      |      |      |      |      |      |      |      |      |      |      |      |      |
| Dubai/Doha          | l.c. | l.c. | l.c. | HF   | –    | –    | –    | –    | KF   | 1R   | 1R   | –    | –    | 2R   | –    |
| Rome                | –    | –    | –    | –    | 1R   | –    | –    | –    | –    | –    | KF   | 2R   | –    | –    | –    |
| Montréal/Toronto    | –    | –    | –    | –    | –    | –    | –    | 2R   | 1R   | 2R   | W    | 1R   | HF   | –    | –    |
| Cincinnati          | –    | –    | –    | –    | 1R   | –    | –    | –    | 2R   | KF   | 2R   | –    | HF   | –    | –    |
| Tokio/Wuhan         | –    | –    | –    | –    | –    | –    | –    | KF   | –    | –    | –    | W    | –    | –    | –    |
| olympisch           |      |      |      |      |      |      |      |      |      |      |      |      |      |      |      |
| Olympische Spelen   | g.t. | g.t. | g.t. | 1R   | g.t. | g.t. | g.t. | 1R   | g.t. | g.t. | g.t. | 1R   | g.t. | g.t. | g.t. |
| statistieken        |      |      |      |      |      |      |      |      |      |      |      |      |      |      |      |
| titels per jaar     | 0    | 0    | 0    | 0    | 0    | 0    | 0    | 1    | 2    | 1    | 4    | 6    | 3    | 0    | 0    |
| eindejaarsranking   | 511  | 785  | 881  | 91   | 120  | 149  | 134  | 59   | 18   | 29   | 4    | 7    | 6    | 51   |      |

### Gemengd dubbelspel
| toernooi        | 2006 |    | 2016 |
| --------------- | ---- | -- | ---- |
| Australian Open | 2R   | –  |      |
| Roland Garros   | –    | –  |      |
| Wimbledon       | –    | 3R |      |
| US Open         | –    | –  |      |